# Casa da India
La Casa da Índia (la Maison des Indes) est une institution créée à Lisbonne en 1503 par le roi Manuel Ier. Elle s'occupait de la navigation et du commerce avec l'Orient. Son but était d'assurer le monopole royal sur ce commerce. 
Ce rôle était initialement dévolu à la Casa da Guiné e da Mina, qui s'occupait de tout le commerce portugais avant que son développement n'entraîne une spécialisation des institutions. 
Elle contrôlait et régulait les exportations et les importations concernant les Indes, le débarquement des marchandises, leur distribution et leur vente. Le monopole royal s'exerçait sur les épices et certains autres produits. 
Cette politique de monopole fut atténuée en 1570 et finalement abandonnée en 1642, avant que l'institution ne se transforme en douane.